# Pengalangan
Pengalangan is een bestuurslaag in het regentschap Gresik van de provincie Oost-Java, Indonesië. Pengalangan telt 5180 inwoners (volkstelling 2010).